# 谷本馬太郎
谷本 馬太郎（たにもと うまたろう、1886年（明治19年）4月20日 - 1942年（昭和17年）11月11日）は、日本の海軍軍人。最終階級は海軍中将。

## 略歴
広島県福山市出身。旧制広島県立福山誠之館中学校より海軍兵学校第35期入校。海軍兵学校入校時成績順位は183名中第82名、卒業時成績順位は172名中第37位。
第1次上海事変の際に、第3戦隊旗艦の軽巡洋艦「由良」艦長として参戦したが、上官の堀悌吉第3戦隊司令官の命令を忠実に守り、攻撃対象を中国軍関係に対してのみ限定させ中国国民への被害を最小限度に止めた為に作戦終了後、攻撃が手緩いとの批判が相次いだが、谷本は報告書の中で『堀司令官ノ判断処置ニ鑑ミ一点ノ非アラザル事明白ニシテ現地ニ於ケル事当ラザリシ者ガ非難スルハ司令官ヲ陥シ入レントスル意図明白ナリ』と憤懣やるかたなき状況を伝えている。
谷本は佐世保鎮守府司令長官在任中に病を得て現役のまま病没した。

## 年譜
- 1886年（明治19年）4月20日- 広島県深津郡大津野村（現在の福山市）生
- 1904年（明治37年）11月18日- 海軍兵学校入校 入校時成績順位183名中第82位
- 1907年（明治40年）11月20日- 海軍兵学校卒業 卒業時成績順位172名中第37位・任 少尉候補生・2等巡洋艦「厳島」乗組
- 1908年（明治41年）1月25日- 練習艦隊遠洋航海出発 香港~サイゴン~シンガポール~ペナン~ツリンコマリー~コロンボ~バタヴィア~マニラ~馬公~佐世保~大連~釜山~大湊方面巡航
  - 4月28日- 帰着
  - 7月28日- 2等巡洋艦「明石」乗組
  - 12月25日- 任 海軍少尉
- 1910年（明治43年）12月1日- 任 海軍中尉・海軍砲術学校普通科学生
- 1911年（明治44年）4月20日- 海軍水雷学校普通科学生
  - 8月4日- 戦艦「富士」乗組
- 1912年（明治45年）4月24日- 2等巡洋艦「宗谷」乗組 海軍少尉候補生指導官附 
  - 7月17日- 練習艦隊近海航海出発 永興湾~釜山~舞鶴~仁川~大連~旅順~佐世保~大阪~津~瀬戸内~横浜沖方面巡航
  - 11月13日- 帰着
  - 12月5日- 練習艦隊遠洋航海出発 香港~シンガポール~フリーマントル~メルボルン~ホバート~ブリスベーン~パーム島~マカッサル~セブ方面巡航
- 1913年（大正2年）4月21日- 帰着
  - 5月27日- 横須賀海兵団附
  - 12月1日- 任 海軍大尉・海軍大学校乙種学生
- 1914年（大正3年）5月27日- 海軍砲術学校高等科第13期学生
  - 11月27日- 海軍砲術学校高等科修了
  - 12月1日- 装甲巡洋艦「春日」分隊長
- 1916年（大正5年）9月1日- 戦艦「山城」分隊長兼艤装員
  - 12月1日- 海軍兵学校教官兼監事
- 1918年（大正7年）12月1日- 海軍大学校甲種第18期入校
- 1919年（大正8年）12月1日- 任 海軍少佐
- 1920年（大正9年）11月26日- 海軍大学校甲種卒業 卒業成績順位29名中第11位
  - 12月1日- 第1水雷戦隊司令部参謀
- 1921年（大正10年）12月1日- 海軍省軍令部参謀
- 1922年（大正11年）11月1日- 兼 海軍大学校砲術教官
- 1923年（大正12年）11月10日- 第1艦隊第3戦隊司令部先任参謀
- 1924年（大正13年）11月10日- 欧米各国出張
  - 12月1日- 任 海軍中佐
- 1925年（大正14年）9月10日- 海軍省軍令部参謀
- 1926年（大正15年）11月5日- 兼参謀本部員
- 1927年（昭和2年）12月1日- 巡洋戦艦「比叡」副長
- 1928年（昭和3年）11月15日- 海軍大学校教官
  - 12月10日- 任 海軍大佐
- 1930年（昭和5年）11月1日- 舞鶴要港部参謀長
- 1931年（昭和6年）12月1日- 軽巡洋艦「由良」艦長
- 1932年（昭和7年）12月1日- 重巡洋艦「鳥海」艦長
- 1933年（昭和8年）11月15日- 海軍大学校教官
- 1934年（昭和9年）11月15日- 任 海軍少将・呉鎮守府参謀長
- 1935年（昭和10年）11月15日- 第1艦隊第8戦隊司令官
- 1936年（昭和11年）12月1日- 第3艦隊第11戦隊司令官
- 1937年（昭和12年）12月1日- 駐満海軍部司令官
- 1938年（昭和13年）8月1日- 練習艦隊司令官
  - 11月15日- 任 海軍中将
  - 11月16日- 練習艦隊遠洋航海出発  大連~青島~上海~基隆~廈門~マニラ~パラオ~館山方面巡航
- 1939年（昭和14年）1月28日- 帰着
  - 4月1日- 海軍軍令部出仕
  - 11月15日- 第1遣支艦隊司令長官
- 1940年（昭和15年）11月15日- 海軍軍令部出仕
- 1941年（昭和16年）4月10日- 海南警備府司令長官
  - 11月20日- 佐世保鎮守府司令長官
- 1942年（昭和17年）11月11日- 死去 享年56

## 栄典・授章・授賞
- 1909年（明治42年）3月1日 - 正八位[1]
- 1914年（大正3年）1月30日 - 正七位[2]